# Willi Schomann
Willi Martin Karl Friedrich Schomann (* 16. Januar 1881 in Parchim; † 20. September 1917 bei Ypern) war ein Maler, der durch seine sakrale Kunst bekannt wurde. Von ihm stammt eine Reihe von Ausmalungen mecklenburgischer Kirchen. Daneben schuf er zahlreiche Landschaftsgemälde und Porträts.

## Leben
Willi Schomann wurde als Sohn des Böttchermeisters Christian Schomann und dessen Frau Dorothea, geborene Schultz, Lange Straße 16, geboren. Mit dreizehn Jahren verlor er seinen Vater. Nach Abschluss der Mittel- und Gewerbeschule kam Willi Schomann zur Malerlehre in die Firma Daehling. Seine Geburtsstadt verließ er erst, um in Hamburg 1898 in das Maleratelier Schmarje einzutreten.
Daran schlossen sich Studien in Trier, Rothenburg o. d. Tauber, Leipzig und schließlich in Berlin an. Dort war er ab 1900 an der 1. Handwerkerschule, ab 1902 an der Unterrichtsanstalt des Kunstgewerbemuseums bei Max Koch und Richard Böhland eingetragen. Dank eines Stipendiums studierte er ab 1905 an der Hochschule für bildende Künste Charlottenburg bei Waldemar Friedrich, Josef Scheurenberg und Raffael Schuster-Woldan. 1914 belegte er noch einen Meisterschülerkurs bis zu seiner Einberufung 1915. Zwei Jahre später, am 20. September 1917 fiel er 36-jährig auf dem Schlachtfeld Ypern in Belgien (vermisst). Er hinterließ eine Witwe mit Vornamen Gertrud (geb. John) und eine Tochter mit Vornamen Dorothea (verheiratete Zsagar).
Sakrale Kunst war Willi Schomanns Hauptgebiet, als Restaurator wie als Gestalter. Wie sehr sein Kontakt mit der Heimat erhalten blieb, zeigt schon eine Aufzählung nachfolgender Orte, für die er Aufträge übernahm.

## Werke
- 1907 Ausmalung des Chores in der Parchimer St.-Marien-Kirche mit den Zwölf Aposteln.
- 1907 Schnitzaltar von 1530 in Lancken restauriert.[4]
- 1910 Ausmalung der Feldsteinkirche in Marsow.
- 1911 der Dorfkirche von Kirch Jesar.[5]
- 1913 der Markuskirche in Plauen.
- Mit der Heimat verbunden, restaurierte er auch die Altäre in Zierzow, den Mohrenaltar von 1530 in Bergrade, Altäre in Pinnow und in der Johanniterkirche Kraak.[6]
- Altarbilder in der Pfarrkirche Güstrow[7] und  im Ratzeburger Dom.

Viele seiner Werke sind im Heimatmuseum in Parchim dokumentiert.

### Gedruckte Quellen
- Mecklenburgisches Urkundenbuch (MJB)
- Mecklenburgische Jahrbücher (MJB)